# Vanuatu nos Jogos Olímpicos
Vanuatu participou pela primeira vez dos Jogos Olímpicos em 1988, e mandou atletas para competirem em todos os Jogos Olímpicos de Verão desde então. A nação nunca participou de Jogos Olímpicos de Inverno.
Até 2008, nenhum atleta do país havia ganhado uma medalha Olímpica.
O Comitê Olímpico Nacional de Vanuatu foi criado em 1987 e reconhecido pelo Comitê Olímpico Internacional no mesmo ano.